# Cristódulo I de Jerusalém
Cristódulo I de Jerusalém, também conhecido por Cristóvão, foi patriarca de Jerusalém entre 937 e 951 d.C. Logo no início de seu episcopado, ele teve que enfrentar revoltas da população muçulmana e a destruição de igrejas.

## Vida e obras
Cristódulo nasceu em Ascalão. Ele sucedeu o patriarca Nicolau, que ficou pouquíssimo tempo no cargo em 937 d.C. e que foi assassinado em frente a Igreja do Santo Sepulcro.
Segundo uma carta enviada por um tal Nicetas ao imperador bizantino Constantino VII Porfirogênito, uma grande revolta ocorreu durante a festa do Domingo de Ramos, resultando em graves danos Igreja do Santo Sepulcro. Enquanto ele estava celebrando a cerimônia dentro da igreja, a população ateou fogo no santuário. A catástrofe do dia 24 de março é até hoje comemorado no calendário de Jerusalém: "Devemos recordar com grande amargura o martírio de homens, mulheres, jovens e crianças que ocorreu no Domingo de Ramos".
Mais destruição ocorreu em Ascalão, onde os muçulmanos e os judeus atacaram e queimaram uma igreja conhecida como "Maria, a Verde". Quando o bispo da cidade tentou obter a permissão para reconstruí-la do califa em Bagdá, os militantes muçulmanos locais foram seriamente contra e, assim, a permissão nunca veio.
Ainda assim, em meio às revoltas e perseguições, o patriarca Cristódulo conseguiu, em 941 d.C., consagrar Isaac como patriarca de Alexandria na Igreja da Ressurreição (Anastasis), que é o nome da Igreja do Santo Sepulcro.
Ele foi forçado a fugir de Jerusalém e faleceu em Ramla, onde foi enterrado.